# Benilde ou la Vierge Mère
Pour plus de détails, voir Fiche technique et Distribution.
Benilde ou la Vierge Mère (Benilde ou a Virgem Mãe) est un film portugais réalisé par Manoel de Oliveira, sorti en 1975. C'est l'adaptation de la pièce de théâtre du même nom de José Régio publiée en 1958.

## Synopsis
Benilde, 18 ans, dit que, quand elle se promenait dans le jardin, il lui sembla être appelée par Dieu. Toujours est-il que la voilà enceinte, ce que confirme le docteur de famille. Dépêché sur place en même temps que ce dernier, un prêtre interroge la "vierge-mère". Peu après, accueillie par sa tante et son oncle, elle doit faire face à la crédulité oscillante des uns et des autres. Son promis, Eduardo, se retrouve, plus que tous, en délicate position : doit-il accepter tout cela en étant d'un coup propulsé père d'un enfant à la provenance mystérieuse, suspecte, au pire fort honteuse. Le moins étrange serait que Bénilde soit folle, comme sa mère défunte le fut. Tout aussi préoccupant, son illumination passée semble la dévitaliser.

## Fiche technique
- Titre original : Benilde ou a Virgem Mãe
- Titre français : Benilde ou la Vierge Mère
- Réalisation : Manoel de Oliveira
- Scénario : Manoel de Oliveira d'après la pièce de théâtre de José Régio
- Photographie : Elso Roque
- Pays d'origine :  Portugal
- Langue : Portugais
- Format : Couleurs - 35 mm - Mono
- Genre : Film dramatique
- Durée : 112 minutes
- Dates de sortie :
  -  Portugal : 21 novembre 1975

## Distribution
- Maria Amélia Matta : Benilde
- Jorge Rolla : Eduardo, le cousin de Benilde
- Varela Silva : Melo Cantos, le père de Benilde
- Glória de Matos : Etelvina, la mère d'Eduardo
- Maria Barroso : Genoveva, la gardienne
- Augusto De Figueiredo : Cristóvão, le prêtre
- Jacinto Ramos : Fabrício, le docteur